# Kixmi
Kixmi ou Kismi désigne le « singe » en basque est un jentil dans la mythologie basque. C'est le nom utilisé par les païens pour décrire Jésus.
L'introduction du christianisme et la disparition consécutive des mythes liés aux Jentilak, constitue le thème central d'une légende très répandue dans le peuple basque.

## Légende

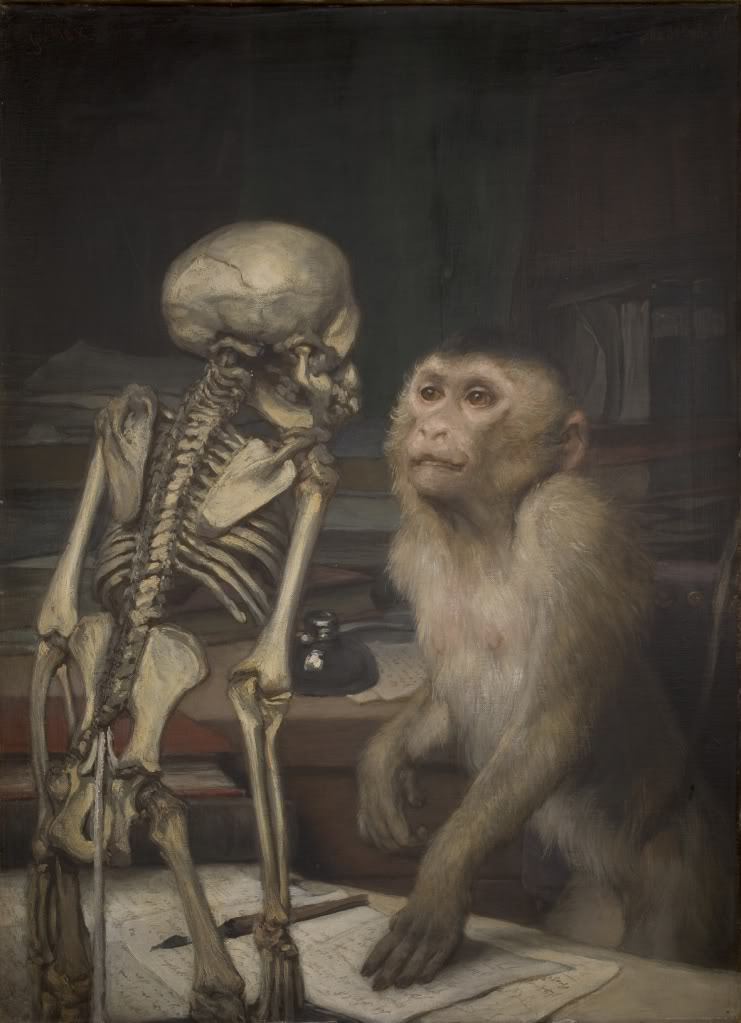
« Singe devant un squelette ».

On dit à Ataun, que les Gentils qui vivaient dans la grotte de Leizadi s'amusaient un jour au col d'Argaintxabaleta, dans le massif d'Aralar. On dit que lorsque le Christ est né, les Jentilak ou Gentils ont vu dans le ciel une étoile singulière belle et particulièrement lumineuse s'avancer vers eux. Effrayés par ce phénomène, ils appelèrent le plus ancien parmi eux, un vieux sage à moité aveugle et l'amenèrent hors de la grotte. Ils lui ouvrirent les yeux avec une pelle  de four afin qu'il puisse voir l'étoile mystérieuse, pensant que le vieux saurait ce que cela signifiait. Le vieux leur dit :
'Ah nire umeak! Jaio duk Kixmi eta gureak egin dik; ez diat gehiago bizi nahi eta bota nazazue ezkerreko malkar horretatik amilka'. 
« Oh mes enfants! Kixmi est né et le nôtre l'a fait (à présent nous sommes perdus); je ne veux plus vivre et jetez-moi à gauche de ce précipice escarpé ».
Ils le précipitèrent donc au bas des rochers. Alors, suivis du nuage lumineux, qu'ils fuyaient, ils coururent jusqu'à l'Occident et arrivés au petit vallon d'Arraztaran, ils se jetèrent précipitamment sous une grande dalle qui s'appelle depuis Jentilarri (« pierre des Jentilak » ou « sépulture des Jentilak »). Il s'agit d'un dolmen homonyme. Ce fut la fin des Jentilak, du moins d'après la légende.  On dit que les derniers Gentils sont enterrés dans le dolmen d'Argintxabaleta.
Il existe bien sûr des variantes de cette légende.
- Dans la version de Segura, l'événement se produisit sur le replat de Balenkaleku où se trouvent plusieurs dolmens, aux confins d'Altsasu (Navarre), Ataun (frontière Navarre-Guipuscoa et village natal de José Miguel Barandiarán) et Idiazabal (Guipuscoa). Kixmi apparut sous forme de nuage.
- À Akotain (Idiazabal) il se manifesta sous la forme d'une petite étoile (izarra en basque).
- À Zerain, les Jentilak reconnurent Kixmi dans un nuage qui venait de la mer, c'était leur premier nuage qu'ils voyaient dans le ciel. Leur vieux chef leur dit que c'était un chaudron qui transportait de l'eau de mer.
- À Urdiain le vieux Jentil qui vivait à Jentileio (littéralement « fenêtre du Jentil ») au rocher de Layenne, savait reconnaitre la venue du Christ en observant les étoiles.
- Celui d'Olarte d'Orozko le reconnut dans une brume qu'il vit dans le lointain.
- À Arano le Christ apparut sous forme d'une nouvelle étoile.
- En sortant de leur grotte, les Jentilak du mont Iturbei (Hernani) virent qu'il avait neigé. Leur vieux chef et conseiller, leur dit que leur race était éteinte, car voici qu'arrivaient pilistriak (les « Chrétiens »).
- Dans la version d'Oiartzun les Jentilak ont été remplacés par les Mairu (les Maures). C'est un joli nuage qui leur apparut à l'horizon, il leur annonça la venue du Christ et la fin de leur temps.

Dans la quasi-totalité des légendes de Kixmi il existe un chef ou un ancien conseiller et c'est à grand peine que les siens lui ouvrent les yeux afin qu'il constate l'étrange phénomène.

## Note
Il semble cependant qu'au IVe siècle on trouvait déjà des noyaux de populations chrétiennes à Calahorra et très vite à Pampelune, à Bayonne et en Alava[réf. nécessaire] dont la capitale, Vitoria-Gasteiz est le siège actuel du gouvernement autonome basque.
Le chanteur Peio Serbielle réalise en 2007 une chanson nommée Kixmi dédiée à cette légende pour l'album Naiz. Il s'agit d'un trio interprété en basque avec Renaud et Nadine Rossello.